# Кюстен
Кюстен (нем. Küsten) — община в Германии, в земле Нижняя Саксония.
Входит в состав района Люхов-Данненберг. Подчиняется управлению Люхов (Вендланд). Население составляет 1391 человек (на 31 декабря 2010 года). Занимает площадь 41,27 км².
Коммуна подразделяется на 17 сельских округов.